# Bitwa o Bir Tagreft
Bitwa pod Bir Tagreft – starcie zbrojne, które miało miejsce w 1928 w trakcie walk włosko-libijskich.
25 lutego 1928 roku oddział włoski liczący 350 ludzi pod dowództwem kpt. Aimone wyruszył z rejonu Al-Dżufry w kierunku oazy Tagreft celem zajęcia znajdującej się tam studni. Po drodze Włosi zaatakowani zostali przez 1 500 Beduinów, którzy przypuścili ataki od czoła i z boku. Oddział włoski odpierając ataki przeciwnika kontynuował marsz w kierunku oazy, po czym zdobył ją udanym szturmem, zmuszając Beduinów do wycofania się. Dzięki temu zwycięstwu Włosi zdobyli wkrótce stepy Syrty i Al-Dżufry. 